# Горностаев, Фёдор Фёдорович
Фёдор Фёдорович Горноста́ев (до 1893 года — Фёдоров) (1867, Москва — 1915, там же) — русский архитектор, художник, реставратор, преподаватель и историк архитектуры. Один из крупнейших в начале XX века историков русского зодчества, соавтор И. Э. Грабаря по «Истории русского искусства».

## Биография
Родился 5 сентября 1867 года в семье старообрядцев — незаконный сын солдатской дочери. До 1893 года носил фамилию Фёдоров. В 1892 году окончил Московское училище живописи, ваяния и зодчества, а в 1895 году Императорскую Академию художеств по классу профессора А. С. Томишко. Окончил учёбу со званием художника-архитектора. По окончании ИАХ работал в мастерских столичных архитекторов, в том числе у В. В. Суслова. Был командирован в поездку по северным русским городам для изучения памятников русского зодчества, чем занимался до 1897 года. После выполнения этой работы был командирован в пенсионерскую поездку за границу, где находился до 1899 года. С того же года до конца жизни преподавал в МУЖВЗ историю русского искусства. В 1900—1910 годах служил преподавателем в Строгановском училище, в 1907—1910 годах — в Московском археологическом институте.
В 1900 году был избран членом-корреспондентом Императорского Московского археологического Общества, а с 1904 года стал действительным членом Общества. Как член ИМАО, состоял в Комиссии по сохранению древних памятников, участвовал в комиссиях по надзору за реставрацией икон в Кремлёвских соборах, Кремлёвских стен, Сухаревой башни, Церкви Вознесения Господня в Коломенском, Крутицкого подворья, обмерял памятники Чернигова. В 1907 году освидетельствовал в Курске работы по реставрации кафедрального собора Казанской Божией Матери. Являлся одним из устроителей в 1908 году XIV Археологического съезда в Чернигове и автором подготовленной для съезда «Программы исследований».
Жил в Москве на Малой Бронной улице, 2; в меблированных комнатах Рахманова на Тверском бульваре, 81; на Троицкой улице, 13. Умер 8 июля 1915 года.
Ф. Ф. Горностаев — автор ряда статей по истории русского искусства в Трудах Московского архитектурного общества, Московского отделения императорского русского технического общества, Императорского Московского археологического общества и в Трудах Археологических съездов. Сотрудничал с издательствами «Образование» и «История русского искусства» И. Грабаря.

## Проекты и постройки
- Собор Преображения Господня в Гуслицком Спасо-Преображенском монастыре (1886, Куровское, Московская область)[6];
- Роспись и отделка храма Василия Исповедника у Рогожской заставы (1903, Москва, Международная улица, 10, стр. 2);
- Резной иконостас в стиле московского Успенского собора и роспись в домовой церкви в имении князя Ширинского-Шихматова «Островки» близ ст. Академическая Николаевской железной дороги (Тверская область, Вышневолоцкий район, с. Остров);
- Деревянная дача в русском стиле у Соломенной сторожки (1904, Петровско-Разумовское), не сохранилась;
- Колокольня Рогожской старообрядческой общины в память распечатания алтарей старообрядческих храмов на Рогожском кладбище, строительство осуществлял архитектор З. И. Иванов (1907—1910, Москва, Старообрядческая улица, 29, стр. 1), объект культурного наследия федерального значения[7];
- Перестройка трапезной, ремонт колокольни и новый мраморный иконостас церкви Рождества Пресвятой Богородицы на Бутырках (1908, Москва, Бутырская улица, 56), западная часть трапезной разрушена[2];
- Звонница во Внуковской богадельне (?), не сохранилась.

## Сочинения и публикации
- Очерк развития Москвы в художественно-архитектурном отношении // Путеводитель: По Москве и её окрестностям. — М., 1903.
- Программа исследований в области религиозного и гражданского искусства для 14 Археологического съезда в Чернигове // Труды Предварительного Комитета того же съезда.
- Доклад об осмотре совместно с З. И. Ивановым церкви села Измайлова // Древности. Труды Комиссии по сохранению древних памятников Императорского Московского археологического общества. Т. ХХ. — М., 1904.
- Строительство гр. Разумовских в Черниговщине // Труды XIV Съезда в Чернигове 1908. — М., 1911. — Т. 1. — С. 167—212.
- Курский кафедральный собор // Древности. Труды Комиссии по сохранению древних памятников Императорского Московского археологического общества. Т. IV. — М., 1909.
- Очерк древнего зодчества Москвы // Путеводитель по Москве / Под ред. И. П. Машкова. — М., 1913
- Дворцы и церкви Юга. Культурные сокровища России. — М.: Изд. Т-ва «Образование», 1914. — 158 с.